# Bitwa pod Temesvárem
Bitwa pod Temesvárem – decydujące starcie zbrojne mające miejsce w 1514 roku pod Temesvárem, stoczone w czasie powstania chłopskiego dowodzonego przez Györgya Dózsa.
Do walnej bitwy w czasie powstania Dozsy doszło pod Temesvárem. Bitwa rozpoczęła się od ataku powstańców chłopskich na Temesvár, w którym broniły się oddziały magnackie. Obroną dowodził Stefan Batory (daleki krewny króla Stefana Batorego). Gdy atakujący byli przekonani że zdobędą miasto i twierdzę, obrońcom przyszły z odsieczą wojska feudalne którymi dowodził Jan Zápolya, wojewoda siedmiogrodzki. To zadecydowało, że armia chłopska została rozbita, a ranny György Dózsa dostał się do niewoli. Po tej klęsce na czele powstańców stanął jeszcze ksiądz Lörinc Mészáros, ale i on poniósł porażkę. Po stłumieniu powstania stracono wielu chłopów, a pozostałych obciążono za zniszczenia wojenne oraz skazano na wieczne poddaństwo.